# Petrus Johannes Maan
Petrus Johannes Maan (* 1913 in Amsterdam; † 1993 in Arnheim) war ein niederländischer altkatholischer Geistlicher, Theologe und Kirchenpolitiker.

## Leben
Er war der Sohn des Engelbertus Albertus Maan und dessen Ehefrau Trijntje Duin. Petrus Johannes Maan studierte Theologie am altkatholischen Seminar in Amersfoort sowie an den Universitäten Bern und Basel. Die Priesterweihe empfing er 1938. Danach wirkte er als Seelsorger in Allschwil und Amersfoort, bevor er 1941 an der christkatholisch-theologischen Fakultät der Universität Bern zum Dr.theol promoviert wurde. Ab 1944 war er Professor für neutestamentliche Exegese am Seminar in Amersfoort, daneben ab 1946 Seelsorger an der Kathedrale St. Gertrudis in Utrecht und Mitglied im Metropolitankapitel des altkatholischen Erzbistums Utrecht. Als Dekan des Kapitels war er für die Altkatholische Kirche als Beobachter auf dem Zweiten Vatikanischen Konzil akkreditiert. Er begleitete vom 28. März bis 4. April 1962 Erzbischof Andreas Rinkel von Utrecht und den Schweizer Bischof Urs Küry bei einem offiziellen Besuch des orthodoxen Patriarchen von Konstantinopel Athenagoras. Von 1970 bis 1980 war er Pfarrer in Arnheim.

## Veröffentlichungen
- Das Episkopat des Cornelis Johannes Barchman Wuytiers. Inaug.-Diss. Bern. Van Gorcum, Assen 1949, OCLC 42675321.
- Das Gebet im Leben der Gläubigen. 1. Auflage. Verlag Christkatholisches Schriftenlager, Schönenwerd 1954, OCLC 212722010.
- Chiliastische en charismatische stromingen en de clerezie in het begin van de 19e eeuw. Stichting Oud-Katholiek seminarie, [Amersfoort] 1979, OCLC 781200007.
- 1931–1981 : vijftig jaren full communion tussen de Anglikaanse en Oud-Katholieke kerken. Centraal Oud-Katholiek boekhuis, Amersfoort 1982, ISBN 90-70596-41-5.
- 1054 in het spanningsveld van Utrecht, Rome, Constantinopel en Canterbury. Stichting Oud-Katholiek Seminarie, Amersfoort 1984.
- Biografien im Biografisch Woordenboek van Nederland:
  - Deelder, Comelis (1853–1928)
  - Gul, Gerrit (1847–1920)
  - Harderwijk, Petrus Johannes van (1867–1948)
  - Spit, Nicolaus Bartholomeus Petrus (1853–1929)